# Riccardia
Riccardia ist eine Gattung thallöser, also unbeblätterter Lebermoose aus der Familie Aneuraceae. Die Gattung ist benannt nach Octavius Riccardi aus Florenz, einem Sponsor von Michelis Nova plantarum genera (1729).

## Merkmale
Die Thalli dieser Moose sind 0,2 bis 2 Millimeter breit und 1 bis 10 Zentimeter lang, dünn, ohne Mittelrippe, aber mit mehreren Zelllagen, nicht fettglänzend, ein- bis dreifach gefiedert oder geweihartig bis handförmig geteilt. Alle oder wenigstens einige Zellen haben 1 bis 3 (seltener bis 8) größere Ölkörper, manchmal fehlen sie ganz. Epidermiszellen sind kleiner als die Zellen im Thallusinneren. Die Arten sind diözisch oder monözisch. Die Kalyptra ist fleischig, ohne Schuppen oder Haare, die Seta ist im Durchmesser 4 Zellen dick. Es werden auch ein- bis zweizellige Brutkörper gebildet.

## Arten
Die Gattung Riccardia mit weltweit an die 175 Arten ist innerhalb ihrer Familie die artenreichste. Sie ist vorwiegend in den Tropen und auf der Südhemisphäre verbreitet. In Europa kommen 5 Arten vor:
- Buchtiges Riccardimoos (Riccardia chamedryfolia)
- Rinniges Riccardimoos (Riccardia incurvata)
- Breitlappiges Riccardimoos (Riccardia latifrons)
- Vielspaltiges Riccardimoos (Riccardia multifida)
- Handförmiges Riccardimoos (Riccardia palmata)